# Суматрански носорогов гущер
Суматранските носорогови гущери (Harpesaurus beccarii) са вид влечуги от семейство Агамови (Agamidae).
Срещат се в екваториалните гори на остров Суматра в Индонезия. Достигат дължина на тялото без опашката около 86 милиметра и дължина на опашката около 164 милиметра, а на цвят са синозелени.